# Оптевоз
Оптево (фр. Optevoz) — коммуна во Франции, находится в регионе Рона — Альпы. Департамент коммуны — Изер. Входит в состав кантона Кремьё. Округ коммуны — Ла-Тур-дю-Пен.
Код INSEE коммуны — 38282. Население коммуны на 1999 год составляло 530 человек. Населённый пункт находится на высоте от 280 до 415 метров над уровнем моря. Муниципалитет расположен на расстоянии около 420 км юго-восточнее Парижа, 38 км восточнее Лиона, 70 км северо-западнее Гренобля. Мэр коммуны — M. Pierre Teste, мандат действует на протяжении 2001—2008 гг.
Динамика населения (INSEE):